# Jean-Louis Verdier
Jean-Louis Verdier (2 de fevereiro de 1935 – 25 de agosto de 1989) foi um matemático francês.
Obteve um doutorado orientado por Alexander Grothendieck.